# Liste der Biografien/Milo
Liste der Biografien |
Portal Biografien |
Personensuche
# |
A |
B |
C |
D |
E |
F |
G |
H |
I |
J |
K |
L |
M |
N |
O |
P |
Q |
R |
S |
T |
U |
V |
W |
X |
Y |
Z |
?
 
Ma |
Mb |
Mc |
Md |
Me |
Mf |
Mg |
Mh |
Mi |
Mj |
Mk |
Ml |
Mm |
Mn |
Mo |
Mp |
Mq |
Mr |
Ms |
Mt |
Mu |
Mv |
Mw |
Mx |
My |
Mz
 
Mia |
Mib |
Mic |
Mid |
Mie |
Mif |
Mig |
Mih–Mik |
Mil |
Mim |
Min |
Mio |
Mip |
Miq |
Mir |
Mis |
Mit |
Miu |
Miv |
Miw |
Mix |
Miy |
Miz
 
Mila |
Milb |
Milc |
Mild |
Mile |
Milf |
Milg |
Milh |
Mili |
Milj |
Milk |
Mill |
Milm |
Miln |
Milo |
Milq |
Milr |
Mils |
Milt |
Milu |
Milv |
Milw |
Mily |
Milz
Die Liste der Biografien führt alle Personen auf, die in der deutschsprachigen Wikipedia einen Artikel haben. Dieses ist eine Teilliste mit 118 Einträgen von Personen, deren Namen mit den Buchstaben „Milo“ beginnt.

## Milo
- Milo von Minden, deutscher römisch-katholischer Bischof
- Milo von Trier, Bischof von Trier und Reims
- Milo, Alexander (* 1980), deutsch-serbischer Schauspieler
- Milo, Denis, deutscher Bariton und Opernsänger
- Milo, Dušan (* 1973), slowakischer Eishockeyspieler
- Milo, George (1909–1984), US-amerikanischer Szenenbildner
- Milo, Leon (1956–2014), amerikanischer Komponist, Perkussionist und Klangkünstler
- Milo, Linda (* 1960), belgische Marathonläuferin
- Milo, Rafi (* 1972), israelischer Generalmajor
- Milo, Roni (* 1949), israelischer Politiker und Rechtsanwalt
- Milo, Sandra (1933–2024), italienische SchauspielerinSandra Milo (1933–2024)

Sandra Milo (1933–2024)

- Milo, Titus Annius († 48 v. Chr.), römischer Politiker
- Milo, Tova, israelische Informatikerin und Hochschullehrerin

### Milob
- Miłobędzka, Krystyna (1932–2025), polnische Dichterin

### Miloc
- Miloc, Carlos (1932–2017), uruguayischer Fußballspieler und -trainer

### Miloh
- Milohnić, Daniel (* 1969), deutscher Bildhauer und Grafiker

### Miloj
- Milojčić, Vladimir (1918–1978), jugoslawisch-deutscher Prähistoriker
- Milojevic, Daniel (* 1984), österreichischer Fußballspieler
- Milojevic, Filip (* 2005), österreichischer Fußballspieler
- Milojević, Nemanja (* 1998), griechischer Fußballspieler
- Milojević, Nikola (* 1981), serbischer Fußballspieler
- Milojević, Nikola (* 1995), serbischer Tennisspieler

### Milon
- Milon, griechischer Ringer und HeerführerMilon

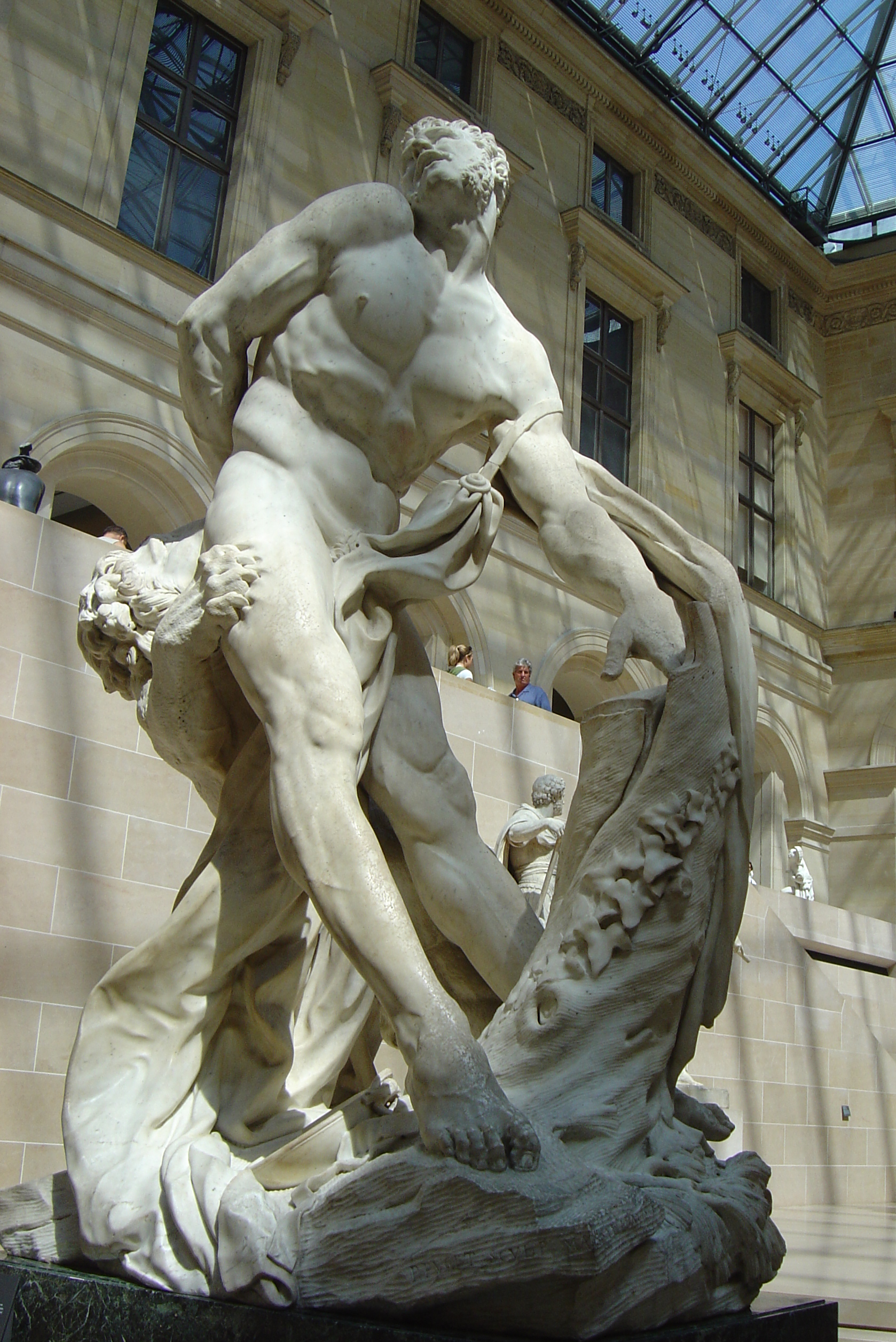
Milon

- Milon de Nanteuil († 1234), Bischof von Beauvais
- Milon I. von Montlhéry, Herr von Montlhéry und Bray-sur-Seine
- Milon II. von Montlhéry, Herr von Montlhéry und Bray-sur-Seine, Vizegraf von Troyes
- Milon IV. († 1219), Graf von Bar-sur-Seine, Vizegraf von Chartres, Herr von Le Puiset
- Milon, Alexandra (* 1982), rumänische Badmintonspielerin
- Milon, Louis (1766–1845), Tänzer, Choreograf und Pantomime
- Milon, Mohammed Emdadul Haque (* 1993), bangladeschischer Bogenschütze
- Milona, Xanthi (* 1980), griechische Volleyball-Nationalspielerin (Mittelblockerin)
- Milonair (* 1986), deutscher Rapper
- Milonakis, Andy (* 1976), US-amerikanischer Komödiant griechischer Abstammung
- Milone, Anthony Michael (1932–2018), US-amerikanischer Geistlicher, römisch-katholischer Bischof von Great Falls-Billings
- Milone, Cosimo, italienischer Schauspieleragent und Filmregisseur
- Milone, Daiana (* 1988), argentinische Fußballschiedsrichterassistentin
- Milone, Ferro (1880–1934), italienischer Zeichner, Maler und Hochschullehrer
- Milongo, André (1935–2007), kongolesischer Politiker, Premierminister der Republik Kongo (1991–1992)
- Milonia Caesonia († 41), vierte Ehefrau Caligulas
- Milonidas, griechischer Vasenmaler
- Milonius Verus Iunianus, Marcus, römischer Offizier (Kaiserzeit)
- Milonni, Peter W., US-amerikanischer Physiker
- Milonoff, Aamu (* 2000), finnische Schauspielerin
- Milonoff, Eero (* 1980), finnischer Schauspieler
- Milonow, Witali Walentinowitsch (* 1974), russischer Politiker

### Milor
- Miloradow, Pjotr Wladimirowitsch (* 1959), sowjetischer Biathlet
- Miloradowitsch, Michail Andrejewitsch (1771–1825), russischer General

### Milos
- Milos, Gilberto (* 1963), brasilianischer Schachspieler
- Milos, Sofia (* 1969), griechisch-italienische SchauspielerinSofia Milos (* 1969)

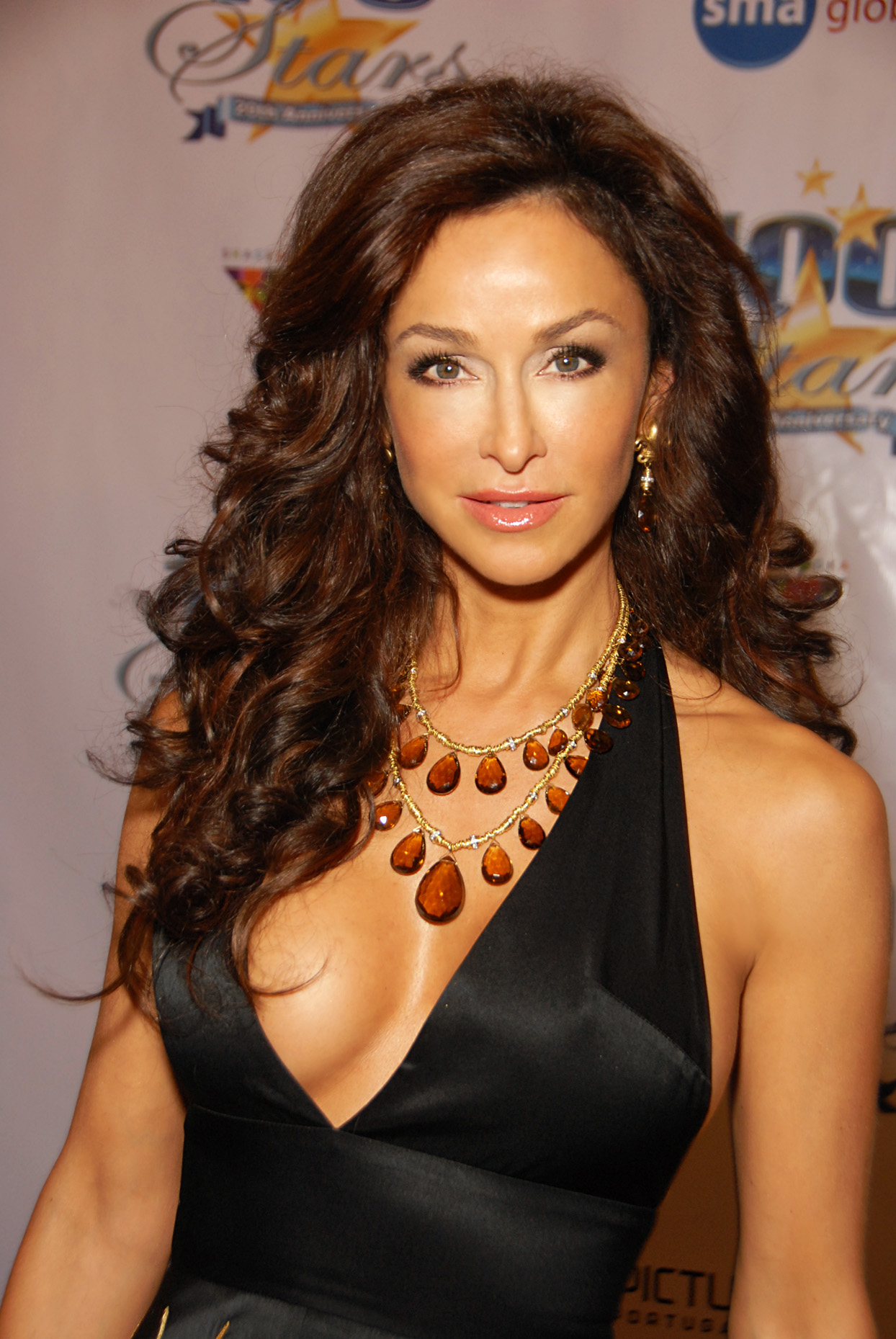
Sofia Milos (* 1969)

- Milosavlevski, Slavko (1928–2012), jugoslawischer bzw. mazedonischer Politikwissenschaftler, Politiker und Diplomat
- Milosavljev, Dejan (* 1996), serbischer Handballspieler
- Milosavljevic, Andrija (* 2004), österreichischer Fußballspieler
- Milosavljević, Dejana (* 1994), kroatische Handballspielerin
- Milosavljević, Đorđe (* 1969), serbischer Drehbuchautor und Filmregisseur
- Milosavljević, Dragan (* 1989), serbischer Basketballspieler
- Milosavljević, Marko (* 1998), serbischer Handballspieler
- Milosavljević, Matija (* 2001), serbischer Fußballspieler
- Milosavljević, Predrag (* 1976), serbischer Eishockeyspieler
- Milosavljević, Tomica (* 1955), serbischer Politiker
- Milosavljević, Žikica (* 1972), serbischer Handballspieler und -trainer
- Milosevic, Alen (* 1989), Schweizer Handballspieler
- Milošević, Alexander (* 1992), schwedischer Fußballspieler
- Milošević, Boris (* 1978), kroatischer Handballschiedsrichter
- Milošević, Deni (* 1995), belgisch-bosnisch-herzegowinischer Fußballspieler
- Milošević, Dragomir (* 1942), serbischer General der VRS
- Milošević, Jovan (* 2005), serbischer FußballspielerJovan Milošević (* 2005)

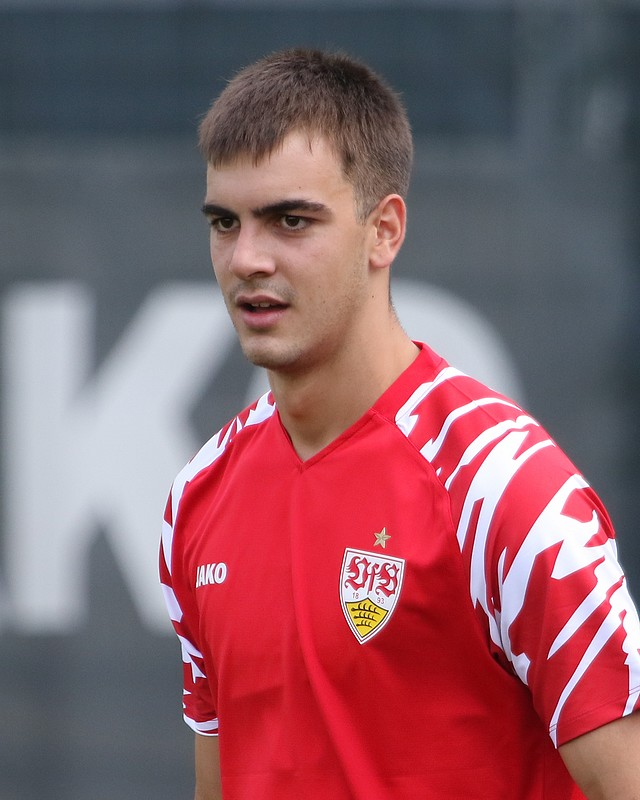
Jovan Milošević (* 2005)

- Milošević, Miloš (* 1972), kroatischer Schwimmer
- Milošević, Miroslav (* 1985), österreichischer Fußballspieler
- Milošević, Miroslav (* 1986), österreichischer Fußballspieler
- Milošević, Rajko (* 1981), serbischer Handballtorwart
- Milošević, Savo (* 1973), serbischer Fußballspieler
- Milošević, Slobodan (1941–2006), jugoslawisch-serbischer PolitikerSlobodan Milošević (1941–2006)

Slobodan Milošević (1941–2006)

- Milosevic, Tamara (* 1976), deutsche Filmregisseurin, Dokumentarfilmerin und Fotografin
- Milošević, Vitomir (* 1965), bosnischer Fußballspieler
- Miloševic, Zoran (* 1967), bosnischer Fußballspieler
- Miloševski, Petar (1973–2014), mazedonischer Fußballtorhüter
- Miloslavskaya, Yulia (* 1984), deutsche Pianistin
- Miloslawskaja, Marija Iljinitschna (1624–1669), durch Heirat russische Zarin
- Milošoski, Antonio (* 1976), mazedonischer Außenminister
- Miloșovici, Lavinia (* 1976), rumänische Kunstturnerin
- Miłosz, Czesław (1911–2004), polnisch-US-amerikanischer Dichter
- Milosz, Oscar (1877–1939), französischer Dichter, Schriftsteller, Übersetzer und Essayist russisch-polnisch-litauischer Herkunft
- Miłoszewski, Wojciech (* 1980), polnischer Schriftsteller und Drehbuchautor
- Miłoszewski, Zygmunt (* 1976), polnischer Schriftsteller und Journalist

### Milot
- Milot, Andreas (* 1970), österreichischer Fußballspieler und -trainer
- Milota, Karel (1937–2002), tschechischer Dichter, Schriftsteller und Übersetzer
- Milotinský, Michal (* 1990), tschechischer Eishockeyspieler
- Milotová, Barbora (* 1976), tschechische Schauspielerin und Fotografin

### Milov
- Milov, Leonid (* 1966), deutscher Schachgroßmeister
- Milov, Vadim (* 1972), Schweizer Schach-Großmeister
- Milovan, Irena (1937–2020), jugoslawische Balletttänzerin
- Milovan, Ivan (* 1940), kroatischer Geistlicher, Bischof von Poreč-Pula
- Milovanović, Dejan (* 1984), serbischer Fußballspieler
- Milovanović, Elena (* 2001), serbische Tennisspielerin
- Milovanović, Gradimir (* 1948), serbischer Mathematiker
- Milovanovič, Jakob (* 1984), slowenischer Eishockeyspieler
- Milovanović, Marko (* 1988), serbischer Eishockeyspieler
- Milovanović, Marko (* 1998), bosnischer Volleyballspieler
- Milovanović, Marko (* 2003), serbischer Fußballspieler
- Milovanović, Milan (1876–1946), jugoslawischer Maler
- Milovanović, Milica, serbische Fußballschiedsrichterin
- Milovanović, Milovan (1863–1912), serbischer Politiker und Diplomat
- Milovanović, Vladan (* 1970), serbischer Fußballspieler
- Milovanovic, William (* 2002), schwedisch-serbisch-kroatischer Fußballspieler
- Milović, Ana (* 2001), slowenische Fußballspielerin
- Milović, Dušan (1925–2018), jugoslawischer bzw. serbischer Baustatiker
- Milović, Savo (* 1986), slowenisch-deutscher Basketballfunktionär, -spieler und -trainer

### Milow
- Milow (* 1981), belgischer Singer-SongwriterMilow (* 1981)

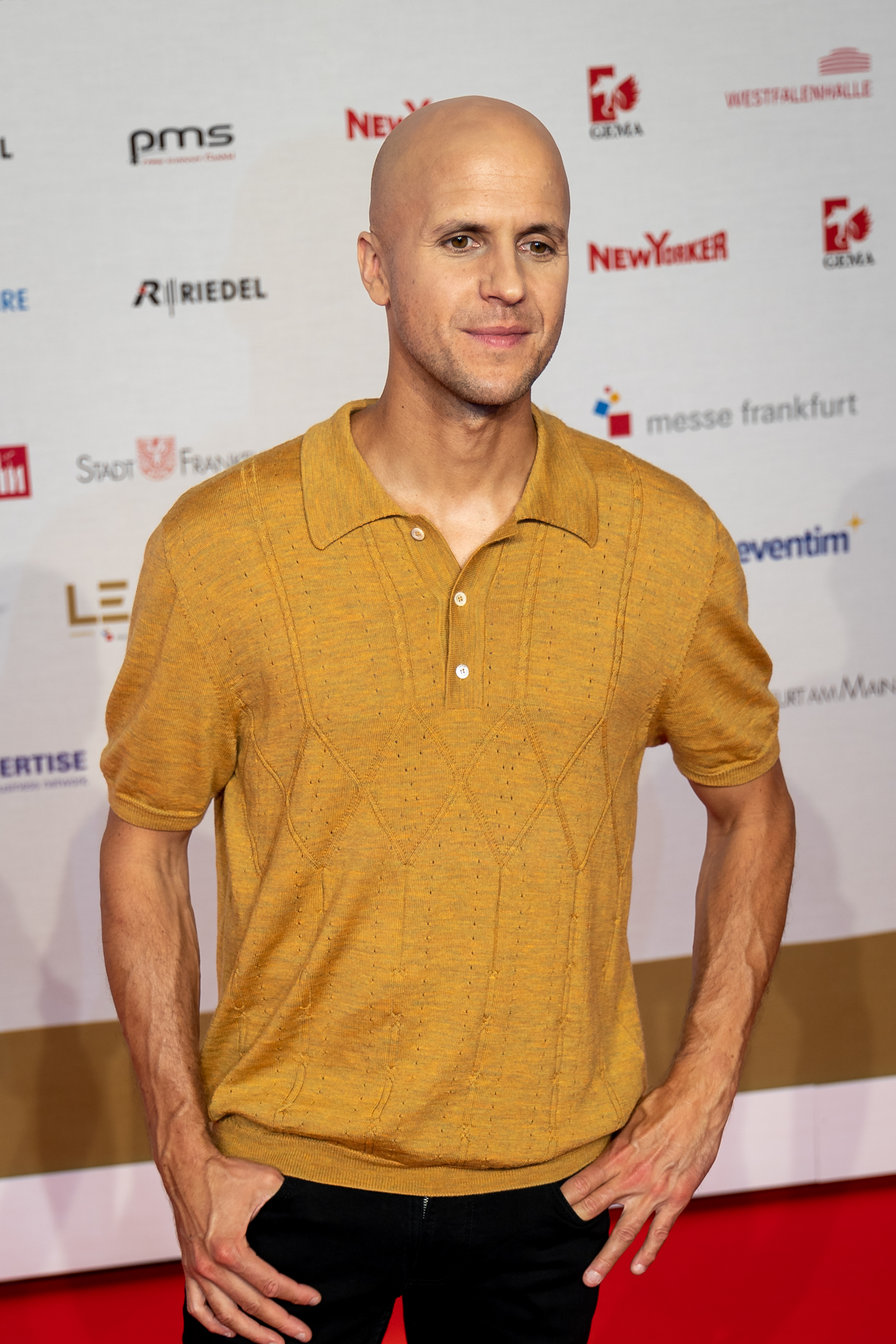
Milow (* 1981)

- Milow, Keith (* 1945), britischer abstrakter Maler, Radierer und Bildhauer
- Milow, Margarethe Elisabeth (1748–1794), deutsche Hausfrau und Hausmutter eines Knabeninternats
- Milow, Michael Paul (* 1967), deutscher Schauspieler, Regisseur und Theaterpädagoge
- Milow, Wladimir Stanislawowitsch (* 1972), russischer Ökonom und Politiker
- Milowanow, Ignati Michailowitsch, russischer Forschungsreisender
- Milowanow, Oleg Iwanowitsch (* 1982), russischer Biathlet
- Milowazki, Jewgeni (* 1994), kasachischer Diskuswerfer
- Milowka, Agnes (1981–2011), australische Höhlentaucherin und Meeresforscherin
- Milowsorow, Jegor Wladimirowitsch (* 1987), russischer Eishockeyspieler

### Miloy
- Miloy (* 1981), angolanischer Fußballspieler